# Audomar von Thérouanne

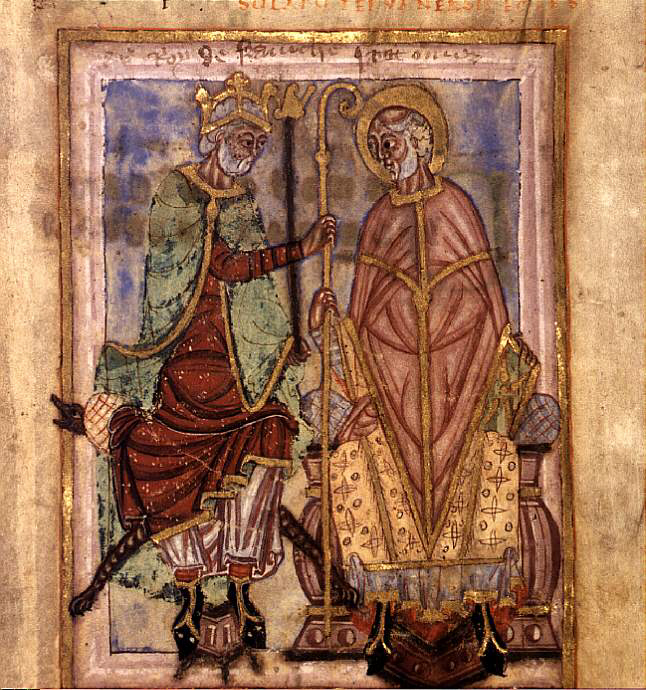
Audomar und König Dagobert I. Darstellung in einer Vita aus dem 11. Jahrhundert (Saint-Omer, Bibliothèque municipale, Ms 698)

Audomar von Thérouanne, lateinisch Audomarus, auch Otmarus; französisch Omer; niederländisch Odemaar, auch Omaar; deutsch auch Otmar von Thérouanne (* um 600; † 1. November, vielleicht 670), war der erste Bischof von Tarvanna (auch Teruana, heute Thérouanne) im westfränkischen Reich und wurde nach seinem Tod als Heiliger verehrt. Er gehörte zu einem Kreis fränkischer Bischöfe, welche die iroschottisch geprägte Heidenmission auf dem nordwesteuropäischen Festland im 7. Jahrhundert unterstützt und mitgetragen haben. In seinem neu geschaffenen Sprengel trieb er die Mission des bis dahin wenig christianisierten nordfränkischen Raums besonders durch die Förderung von Klostergründungen und die aktive Einbeziehung der lokalen fränkischen Führungseliten in das Missionswerk voran.

## Leben

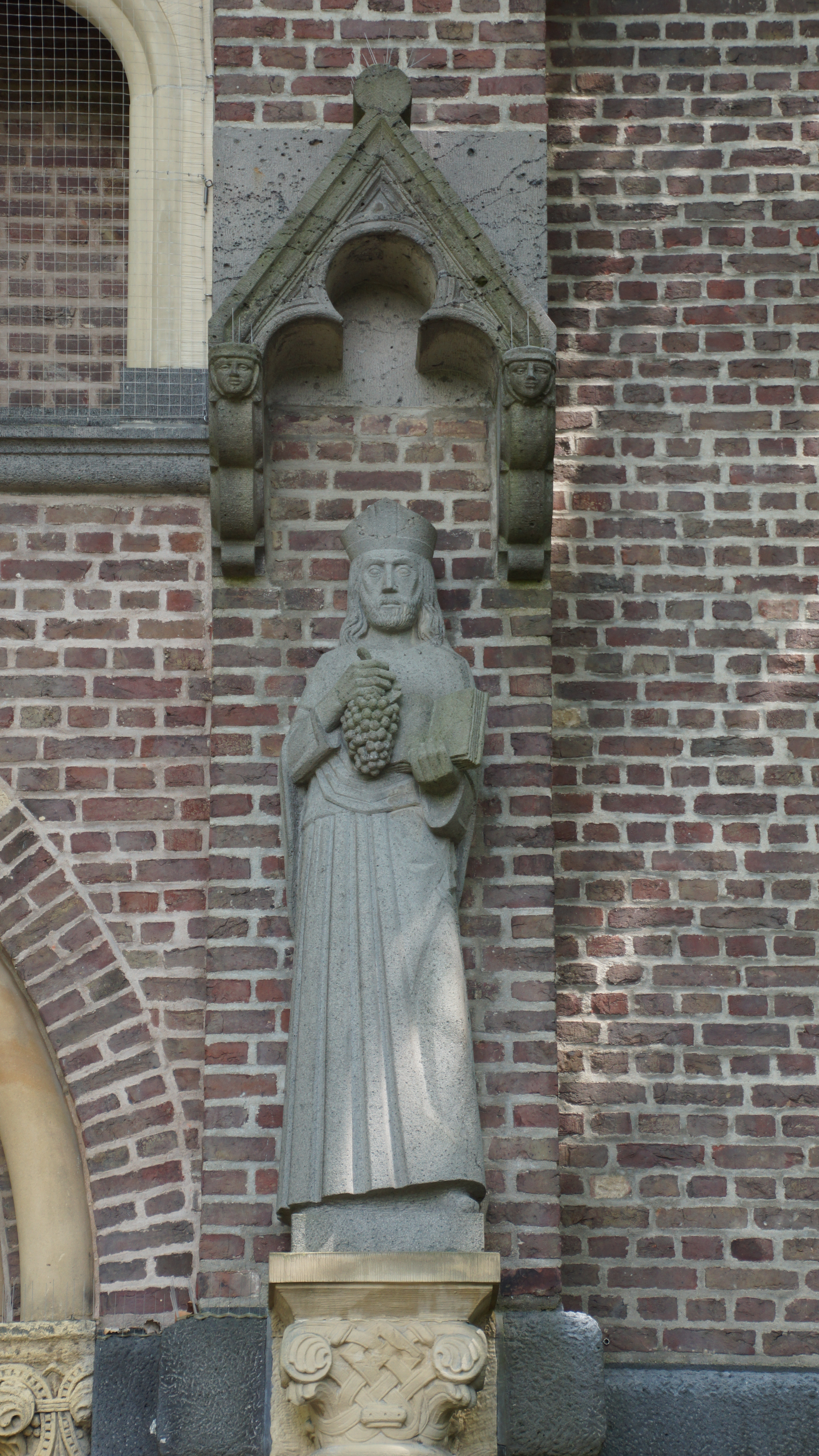
Audomar mit Weintrauben und Buch, Skulptur an St. Audomar in Frechen von Olaf Höhnen

### Herkunft und Werdegang
Der im Chronicon Bertinianum des Iperius († 1383) erwähnte Geburtsort Audomars wird heute sicher mit Orval bei Coutances im heutigen Département Manche in der Normandie identifiziert. Sein Vater hieß Friulphus; er soll der Legende nach gemeinsam mit seinem Sohn ins Kloster eingetreten sein. Die Mutter hieß Butler zufolge Domitilla. Die häufig anzutreffende Nachricht, die Familie stamme aus dem damaligen Burgund und habe am Bodensee gelebt, beruht auf der Verwechslung von Coutances mit Konstanz, da die Ortsnamen auf Latein identisch sind (Constantia).
Audomar trat unter dem Abt Eustasius (amt. 615–629) in das von dem irischen Mönch Columbanus gegründete Kloster Luxovium (Luxeuil) ein, das eines der führenden Missionsklöster jener Zeit war. Er gehört damit zusammen mit Chagnoaldus von Laon († ca. 633), Ragnacharius von Basel und Acharius von Noyon und Tournai in die Reihe bedeutender fränkischer Bischöfe, die in diesem Kloster ihre Ausbildung erhielten und die Methoden und Ideen der iroschottischen Missionare im fränkischen Reich aufnahmen und weiterentwickelten.

### Missionsbischof
Der austrasische König Dagobert I. wurde von Bischof Acharius auf Audomar aufmerksam gemacht und ernannte ihn zum Bischof von Tarvanna, der römischen Colonia Morinorum, die in einem damals wieder vorwiegend pagan geprägten Gebiet (pagus Morinorum)  lag. Das Gebiet in der romanisch-fränkischen Mischzone Nordgalliens gehörte aber zum Kern- und Stammland des fränkischen Ostreichs, dessen (Re-)Christianisierung Teil der religionspolitischen Agenda König Dagoberts war. Hier traf Audomar kurz vor 639 ein. Als Bischof entfaltete er eine rege Missionstätigkeit und sammelte Schüler, Neubekehrte, Missionare und einflussreiche Personen um sich, mit deren Hilfe er den christlichen Glauben verbreitete. Dazu berief er unter anderem Missionare aus seiner Heimat, dem Gebiet der heutigen Normandie im damaligen Neustrien, die wohl ebenfalls in Luxovium ausgebildete Mönche waren. Wahrscheinlich vor 649 rief er die Mönche Mummolenus, Bertinus und Ebertramnus (Bertram) ins Land und beauftragte sie mit der Mission in den Sumpfgebieten an der Aa nördlich der Bischofsstadt im späteren Flandern.

### Klostergründung
Ein Merkmal der Missionsarbeit Audomars bestand darin, dass er örtliche Mitglieder der gallofränkischen Führungsschicht gewinnen konnte, aus der er selber und viele seiner Helfer wohl ebenfalls stammten, und sie zur tätigen Mitwirkung an Kirchen- und Klostergründungen bewegte. So ließ er sich von dem reichen, neubekehrten Gutsherrn Adroald den Hügel Sithiu am Ufer der Aa als geeigneten Baugrund für die Errichtung eines Klosters schenken, der späteren Abtei Saint-Bertin, die sich zu Audomars wichtigster Gründung entwickelte. Der hl. Mummolenus, der das Projekt zunächst leitete und mit der Gründung von Saint-Momelin in Verbindung gebracht wird, wurde in den 660er Jahren als Nachfolger des heiligen Eligius zum Bischof von Noyon ernannt. Bertinus (615–698), der offenbar aus dem gleichen Ort wie Audomar stammte und bereits im Jahr 745 ebenfalls als Heiliger verehrt wurde, übernahm das Kloster auf dem Berg als erster Abt und bewirtschaftete es erfolgreich. Die Lebensweise der Mönche war wahrscheinlich durch eine benediktinisch-kolumbanischen Mischregel bestimmt, die iroschottische und römische Elemente kombinierte.
Die ältere Vita S. Austrebertae nennt Audomar auch als Gründer der Abtei Pavilly, die spätere Vita von Angilram († 1045) bezeichnet dagegen Philibert als Gründer dieses Klosters.

### Anhänger und Mitarbeiter
Zu Audomars Schüler- und Anhängerkreis gehörten auch Frauen, darunter vielleicht Angadrisma (615–695). Ähnlich wie Austreberta (630–704) gründete sie nach ihrer Taufe ein Frauenkloster bei Beauvais (Oroër-des-Vierges), wo sie im Ruf der Heiligkeit starb und anschließend durch ein Klosterpatrozinium in ihrem 10 km von Tarvanna entfernten möglichen Heimatdorf Renty geehrt wurde. Der dortige Burg- und Landbesitzer Wambert, vielleicht ein Verwandter Angadrismas, förderte den Priester Bertulf, seinen Gutsverwalter, der später zum Ortsheiligen des Dorfes aufstieg und ebenfalls dem neubekehrten Schülerkreis um Audomar angehört hatte. Auch Bischof Lantbert von Lyon, der ein Würdenträger am Hof des Frankenkönigs Chlothar III. gewesen war, lehrte in Tarvanna und trug so zur Attraktivität von Audomars Schüler- und Katechumenenkreis für die lokale Oberschicht bei.
Audomar zeichnete sich dadurch aus, dass er seinen Mitarbeitern und Gönnern weit reichende Freiheiten einräumte. Bereits erblindet, unterschrieb er im Jahr 663 eine Urkunde, mit der er die Güter des Klosters Sithiu der Verfügung des Bischofs entzog und die Mönche von seiner disziplinarischen Oberhoheit als Bischof befreite. Auch an zwei weiteren Urkunden aus den Jahren 664 und 667 war er beteiligt. 691 bestätigte König Chlodwig III. dem Kloster auch seinerseits die Immunität.

### Tod und Nachleben
Audomar starb an einem 1. November, genannt werden die Jahre zwischen 667 und 670, in dem von ihm begründeten Kloster Sithiu. Seinem eigenen Wunsch entsprechend ließ man ihn vor Ort in der von ihm gestifteten Frauenkirche, der späteren Kathedrale von Saint-Omer, begraben. Im späteren Mittelalter kam es zu langwierigen Streitigkeiten zwischen dem Domkapitel der Frauenkirche und der Abtei um den Verbleib und Bestand der Reliquien, die insgesamt viermal visitiert wurden. Heute befindet sich nur noch ein Kenotaph in der Kirche, nachdem der Schrein mit den Gebeinen während der Französischen Revolution samt seinem Inhalt nach Paris gebracht und dort eingeschmolzen wurde.
Schon Abt Bertinus († um 700) nannte das Kloster nach dem bald als heilig verehrten Gründerbischof Audomar. Sein Fest, das seit der Karolingerzeit in allen Martyrienkalendern verzeichnet war, wurde bald nach 800 von seinem Todestag auf den 9. September verlegt. Seine Vita entstand zu Beginn des 9. Jahrhunderts und berichtet von zahlreichen Wundern. Um das Kloster herum entstand eine Ansiedlung, die ebenfalls nach Audomar benannt wurde und noch heute Saint-Omer heißt. Die Abtei dagegen, die schon im 8. Jahrhundert ein bedeutendes Zentrum der Buchmalerei angelsächsischen Typs wurde, wird seit etwa 1100 nach ihrem ersten Abt Saint-Bertin genannt. Im 12. Jahrhundert wurde sie der Cluniazensischen Reform angegliedert.
In Deutschland ist die römisch-katholische Kirche St. Audomar in Frechen im Rheinland dem Heiligen geweiht.

## Ikonographie
Mittelalterliche Darstellungen des Heiligen sind nahezu unbekannt; neuzeitliche Bildnisse zeigen ihn zumeist im Bischofsgewand mit den Attributen Weintraube, Stab und Buch.